# Karl Hanisch
Karl Hanisch (20 de enero de 1900-5 de marzo de 1957) fue un deportista austríaco que compitió en esgrima, especialista en la modalidad de florete. Ganó una medalla de bronce en el Campeonato Mundial de Esgrima de 1931 en la prueba por equipos.

## Palmarés internacional
| Campeonato Mundial | Campeonato Mundial | Campeonato Mundial | Campeonato Mundial  |
| Año                | Lugar              | Medalla            | Prueba              |
| ------------------ | ------------------ | ------------------ | ------------------- |
| 1931               | Viena (Austria)    | Medalla de bronce  | Florete por equipos |